# سليمة حموش
سليمة حموش  (ولدت 17 يناير 1984) هي لاعبة كرة طائرة جزائرية. شاركت مع المنتخب الوطني الجزائري في عدة منافسات دولية منها كأس العالم 2011 و البطولة العالمية 2010، كأس أفريقيا 2009 و 2011 و الألعاب الأولمبية 2012. تلعب في منصب ليبيرو.
النادي الحالي : المجمع الرياضي البترولي (مولودية الجزائر سابقا) 
النادي الأول: جمعية ولاية بجاية 
- منتخب الجزائر لكرة الطائرة سيدات
- البطولة الجزائرية لكرة الطائرة سيدات

## روابط خارجية
- سليمة حموش على موقع عالم الكرة الطائرة (الإنجليزية)
- سليمة حموش على موقع أوليمبيديا (الإنجليزية)